# Чезана Торинезе
Чеза̀на Торинѐзе (на италиански: Cesana Torinese; на пиемонтски: Cesan-a, Чезан-а, на окситански: Cesana, Сезана) е село и община в Метрополен град Торино, регион Пиемонт, Северна Италия. Разположено е на 1354 m надморска височина. Към 1 януари 2020 г. населението на общината е 940 души, от които 77 са чужди граждани.

## Забележителности
- Укрепление на Шабертон (Batteria dello Chaberton)
- Енорийска църква „Св. Йоан Кръстител“ (Chiesa parrocchiale di San Giovanni Battista)
- Параклис на Св. Антоний (Cappella di Sant'Antonio)
- Параклис на Алпийските войски (Cappella degli Alpini), местност Масарело
- Църква на Майчинството на Мария (Chiesa della Maternità di Maria), подселище Сан Сикарио Алто
- Параклис „Св. Атанас“ (Cappella di Sant'Atanasio), подселище Сан Сикарио Борго
- Църква на Снежната Мадона (Chiesa della Madonna delle Nevi), подселище Бусон
- Цъкрва „Св. Мария Магдалена“ (Chiesa di Santa Maria Maddalena), подселище Турес
- Параклис „Св. абат Антоний“ (Cappella di Sant'Antonio Abate), подселище Молиер
- Църква „Св. Юлиан“ (Chiesa di San Giuliano), подселище Фенил
- Църква „Св. св. Маргарита и Дионис“ (Chiesa dei Santi Margherita e Dionigi), подселище Дезерт
- Тибетски мост (Ponte tibetano), между Чезана и Клавиере
- Оберж дьо л'еглис / Дом Алио (Auberge de l'èglise, Casa Alliaud)
- Дом Косул (Casa Cossul), местност Соломиак
- Пещера от зелен мрамор (Cava di Marmo Verde)

## Култура

### Музеи
- Етнографски музей на Фенил (Museo etnografico di Fenils), подселище Фенил
- Къща на надгробните паметници (Casa delle Lapidi), подселище Бусон